# Ricardo Gareca
Ricardo Alberto Gareca Nardi (* 10. Februar 1958 in Tapiales) ist ein ehemaliger argentinischer Fußballspieler und heutiger -trainer. Von 2015 bis 2022 war er Trainer der peruanischen Nationalmannschaft. Im Januar 2024 wurde der Argentinier als neuer Nationaltrainer Chiles vorgestellt.

## Spielerkarriere
In seiner aktiven Zeit spielte Gareca unter anderem für die Boca Juniors, River Plate, América de Cali, Vélez Sarsfield und CA Independiente.
Für die Nationalmannschaft Argentiniens lief er von 1981 bis 1986 auf. Unter anderem schoss er am letzten Spieltag zur Qualifikation für die Fußball-Weltmeisterschaft 1986 den Ausgleich zum 2:2 gegen Peru, der für Argentinien die direkte Qualifikation bedeutete. Bei der WM-Endrunde, bei welcher Argentinien Weltmeister wurde, stand er jedoch nicht im Kader.

## Trainerkarriere
Nach seiner Spielerkarriere schlug Gareca eine Laufbahn als Trainer ein. Dabei trainierte er ab 1997 zunächst die argentinischen Klubs CA Talleres und CA Independiente. 1998 kehrte er zu Talleres zurück und gewann mit dem Team 1999 die Copa Conmebol. Anschließend war Gareca unter anderem für Colón Santa Fe, erneut CA Talleres sowie die kolumbianischen Vereine CD América und Independiente Santa Fe als Trainer tätig. Im September 2007 ging Gareca erstmals nach Peru zu Universitario Deportes und gewann mit dem Team die Apertura 2008.
Ende 2008 kehrte Gareca nach Argentinien zurück und übernahm den Erstligisten Vélez Sarsfield. Hier gewann er die Clausura 2009 und 2011 sowie die Inicial 2012. Ende 2013 verließ er den Verein. 2014 trainierte er für einige Monate den brasilianischen Erstligisten Palmeiras São Paulo.
Im Februar 2015 wurde Gareca Trainer der peruanischen Nationalmannschaft. Bei der Copa América 2015 erreichte er mit dem Team Platz drei, bei der Copa America 2016 scheiterte das Team im Viertelfinale. 2017 gelang der Mannschaft die Qualifikation zur WM 2018. 2022 scheiterte das peruanische Team in den interkontinentalen Play-offs an Australien in der Qualifikation für die Fußballweltmeisterschaft in Katar. Daraufhin trat Gareca als Trainer zurück.
Im Januar 2024 wurde Gareca als neuer Nationaltrainer Chiles vorgestellt und soll das Team zur Weltmeisterschaft 2026 führen.